# جولي بيفيريدغ
جولي بيفيريدغ هي دراجة كندية، ولدت في 30 يونيو 1988 في كندا.

## وصلات خارجية
- جولي بيفيريدغ على موقع الاتحاد الدولي للدراجات (الإنجليزية)
- جولي بيفيريدغ على موقع أرشيف الدراجات (الإنجليزية)
- جولي بيفيريدغ على موقع إحصائيات الدراجات الإحترافية (الإنجليزية)
- جولي بيفيريدغ على موقع نسبة الدراجات (الإنجليزية)
- جولي بيفيريدغ على موقع اتحاد ألعاب الكومنولث (مؤرشف) (الإنجليزية)